# Chris Cariaso
Chris Vincent Cariaso (San Jose, 27 maggio 1981) è un ex lottatore di arti marziali miste statunitense di origini filippine.
Ha combattuto nella divisione dei pesi mosca per l'organizzazione UFC, nella quale è stato un contendente al titolo nel 2014 venendo sconfitto dal campione in carica Demetrious Johnson.
In passato è stato campione dei pesi gallo ISCF ed ha combattuto in altre importanti organizzazioni del Nord America quali Strikeforce, WEC e ShoXC.

## Carriera nelle arti marziali miste

### Inizi: Strikeforce e ShoXC
La carriera nelle MMA di Chris Cariaso inizia nel 2006, quando prese parte ad alcuni incontri organizzati da promozioni di Stockton, California, incontri nei quali s'impose sugli avversari in tutte le occasioni.
Tra il 2007 ed il 2008 fu protagonista dei pochi incontri di pesi gallo maschili organizzati dalla prestigiosa Strikeforce, e contemporaneamente debuttò anche nella sperimentale serie ShoXC, dove conobbe la prima sconfitta in 7 gare quando venne messo KO da Mark Oshiro.
Nel 2009 vinse il titolo dei pesi gallo ISCF sconfiggendo Rolando Velasco per KO tecnico.

### World Extreme Cagefighting
Nel 2010 passò nella WEC, al tempo la più prestigiosa promozione al mondo per quanto riguardava le divisioni di peso più piccole proprio come i pesi gallo nei quali Cariaso fino a quel momento aveva sempre combattuto.
In due incontri ottenne una vittoria contro la cintura nera di jiu jitsu brasiliano Rafael Rebello ed una sconfitta per sottomissione contro il futuro campione UFC Renan Barão: l'evento WEC 53: Henderson vs. Pettis nel quale Cariaso patì la sua seconda sconfitta in carriera fu anche l'ultimo per la promozione, la quale venne acquisita dalla Zuffa e dismessa, con il suo roster di lottatori che venne inglobato nell'UFC.

### Ultimate Fighting Championship

#### Pesi gallo
Il 2011 fu l'anno del debutto di Cariaso nell'UFC, al tempo la più prestigiosa organizzazione di MMA al mondo: nel suo primo incontro sconfisse ai punti Will Campuzano, portando il proprio record personale a 11-2.
Successivamente avrebbe dovuto affrontare la leggenda giapponese Norifumi Yamamoto, ma quest'ultimo s'infortunò e venne sostituito dalla giovane stella Michael McDonald: Cariaso venne sconfitto per decisione non unanime dei giudici di gara in un match molto equilibrato.
Lo stesso anno tornò alla vittoria sconfiggendo con fatica Vaughan Lee.
Nel 2012 andò in Giappone per affrontare l'atleta di casa Takeya Mizugaki: Cariaso uscì nuovamente vincitore per decisione dei giudici di gara ma tale decisione venne fortemente contestata da fan e stampa.

#### Pesi mosca
Nonostante un positivo record parziale di 3-1 nella divisione dei pesi gallo UFC nel 2012 Cariaso prese la decisione di scendere nella nuova divisione dei pesi mosca, nella quale avrebbe potuto sfidare con maggiori probabilità avversari non eccessivamente più grossi di lui.
Esordì con una vittoria ai punti contro Josh Ferguson, ma successivamente incappò in due inappellabili sconfitte consecutive contro i top fighter John Moraga e Jussier Formiga.
Tra il 2013 ed il 2014 Cariaso riuscì a rendere al meglio inanellando ben tre vittorie consecutive contro Iliarde Santos, Danny Martinez e Louis Smolka; dopo quelle vittorie avrebbe dovuto affrontare il talento asiatico Kyoji Horiguchi, ma a sorpresa venne invece scelto per combattere contro il campione in carica Demetrious Johnson, il quale era ancora imbattuto da quando era sceso nei pesi mosca: Cariaso non riuscì mai a rendersi pericoloso durante il match e venne sconfitto per sottomissione nel secondo round.
A marzo del 2015 viene sconfitto per decisione unanime da Henry Cejudo, mentre ad ottobre all'evento UFC 192 subisce un'altra sconfitta per decisione unanime da parte di Sergio Pettis, fratello minore dell'ex campione UFC Anthony Pettis.
Nel febbraio del 2016 annunciò il suo ritiro dalle arti marziali miste.

### Risultati nelle arti marziali miste
| Risultato | Record | Avversario         | Metodo                           | Evento                              | Data              | Round | Tempo | Città                      | Note                                |
| --------- | ------ | ------------------ | -------------------------------- | ----------------------------------- | ----------------- | ----- | ----- | -------------------------- | ----------------------------------- |
| Sconfitta | 17-8   | Sergio Pettis      | Decisione (unanime)              | UFC 192: Cormier vs. Gustafsson     | 3 ottobre 2015    | 3     | 5:00  | Houston, Stati Uniti       |                                     |
| Sconfitta | 17-7   | Henry Cejudo       | Decisione (unanime)              | UFC 185: Pettis vs. dos Anjos       | 14 marzo 2015     | 3     | 5:00  | Dallas, Stati Uniti        |                                     |
| Sconfitta | 17-6   | Demetrious Johnson | Sottomissione (kimura)           | UFC 178: Johnson vs Cariaso         | 27 settembre 2014 | 2     | 2:39  | Las Vegas, Stati Uniti     | Per il titolo dei Pesi Mosca UFC    |
| Vittoria  | 17–5   | Louis Smolka       | Decisione (non unanime)          | UFC Fight Night: Brown vs. Silva    | 10 maggio 2014    | 3     | 5:00  | Cincinnati, Stati Uniti    |                                     |
| Vittoria  | 16–5   | Danny Martinez     | Decisione (unanime)              | UFC 169: Barao vs. Faber II         | 1º febbraio 2014  | 3     | 5:00  | Newark, Stati Uniti        |                                     |
| Vittoria  | 15–5   | Iliarde Santos     | KO Tecnico (pugni)               | UFC Fight Night: Maia vs. Shields   | 9 ottobre 2013    | 2     | 4:31  | Barueri, Brasile           |                                     |
| Sconfitta | 14–5   | Jussier Formiga    | Decisione (unanime)              | UFC on FX: Belfort vs. Rockhold     | 18 maggio 2013    | 3     | 5:00  | Jaraguá do Sul, Brasile    |                                     |
| Sconfitta | 14–4   | John Moraga        | Sottomissione (ghigliottina)     | UFC 155: dos Santos vs. Velasquez 2 | 29 dicembre 2012  | 3     | 1:11  | Las Vegas, Stati Uniti     |                                     |
| Vittoria  | 14–3   | Josh Ferguson      | Decisione (unanime)              | UFC on Fuel TV: Muñoz vs. Weidman   | 11 luglio 2012    | 3     | 5:00  | San Jose, Stati Uniti      | Passa ai Pesi Mosca                 |
| Vittoria  | 13–3   | Takeya Mizugaki    | Decisione (unanime)              | UFC 144: Edgar vs. Henderson        | 26 febbraio 2012  | 3     | 5:00  | Saitama, Giappone          |                                     |
| Vittoria  | 12–3   | Vaughan Lee        | Decisione (non unanime)          | UFC 138: Leben vs. Munoz            | 5 novembre 2011   | 3     | 5:00  | Birmingham, Regno Unito    |                                     |
| Sconfitta | 11–3   | Michael McDonald   | Decisione (non unanime)          | UFC 130: Rampage vs. Hamill         | 28 maggio 2011    | 3     | 5:00  | Las Vegas, Stati Uniti     |                                     |
| Vittoria  | 11–2   | Will Campuzano     | Decisione (unanime)              | UFC: Fight for the Troops 2         | 22 gennaio 2011   | 3     | 5:00  | Fort Hood, Stati Uniti     | Debutto in UFC                      |
| Sconfitta | 10–2   | Renan Barão        | Sottomissione (rear naked choke) | WEC 53: Henderson vs. Pettis        | 16 dicembre 2010  | 1     | 3:47  | Glendale, Stati Uniti      |                                     |
| Vittoria  | 10–1   | Rafael Rebello     | Decisione (unanime)              | WEC 49: Varner vs. Shalorus         | 20 giugno 2010    | 3     | 5:00  | Edmonton, Canada           | Debutto in WEC                      |
| Vittoria  | 9–1    | Rolando Velasco    | KO Tecnico (pugni)               | LTD: Rumble in Richmond             | 24 ottobre 2009   | 2     | 3:17  | Richmond, Stati Uniti      | Vince il titolo dei Pesi Gallo ISCF |
| Vittoria  | 8–1    | Alvin Cacdac       | Sottomissione (rear naked choke) | WCSC: The Awakening                 | 30 maggio 2009    | 1     | 3:56  | San Francisco, Stati Uniti |                                     |
| Vittoria  | 7–1    | Anthony Figueroa   | Sottomissione (rear naked choke) | Strikeforce: Melendez vs. Thomson   | 17 giugno 2008    | 2     | 4:34  | San Jose, Stati Uniti      |                                     |
| Sconfitta | 6–1    | Mark Oshiro        | KO Tecnico (pugni)               | ShoXC 6                             | 21 marzo 2008     | 1     | 2:38  | Friant, Stati Uniti        |                                     |
| Vittoria  | 6–0    | Rick McCorkell     | Decisione (unanime)              | ShoXC 3                             | 26 ottobre 2007   | 3     | 5:00  | Santa Ynez, Stati Uniti    |                                     |
| Vittoria  | 5–0    | Anthony Figueroa   | Decisione (unanime)              | Strikeforce: Shamrock vs. Baroni    | 22 giugno 2007    | 3     | 5:00  | San Jose, Stati Uniti      |                                     |
| Vittoria  | 4–0    | David Barrios      | KO (calcio alla testa)           | CCFC: Total Elimination             | 12 maggio 2007    | 2     | 1:34  | Santa Rosa, Stati Uniti    |                                     |
| Vittoria  | 3–0    | Andrew Valladerez  | Decisione (unanime)              | Strikeforce: Young Guns             | 10 febbraio 2007  | 3     | 5:00  | San Jose, Stati Uniti      | Debutto in Strikeforce              |
| Vittoria  | 2–0    | Walt Hughes        | Decisione (unanime)              | Warrior Cup 1                       | 12 agosto 2006    | 3     | 5:00  | Stockton, Stati Uniti      |                                     |
| Vittoria  | 1–0    | Ralph Alvarado     | Decisione (unanime)              | ICFO 1: Stockton                    | 13 maggio 2006    | 3     | 5:00  | Stockton, Stati Uniti      |                                     |